# Ahaetulla farnsworthi
Ahaetulla farnsworthi é uma espécie de serpente arborícola endêmica do centro dos Gates Ocidentais, na Índia.

## Taxonomia
Anteriormente, era considerada coespecífica com Ahaetulla nasuta, que agora é reconhecida como endêmica apenas do Sri Lanka. Um estudo de 2020 revelou que A. nasuta constitui um complexo de espécies, incluindo A. nasuta sensu stricto, A. farnsworthi, A. borealis, A. isabellina e A. malabarica.
A espécie foi nomeada em homenagem ao personagem Professor Farnsworth da série animada americana Futurama, em referência aos esforços do personagem para ressuscitar da extinção serpentes que latem.

## Descrição
O corpo é muito esguio. Adultos podem atingir um comprimento total de 1 m (corpo e cauda). O dorso é uniforme, de cor verde brilhante a verde oliva. As escamas rostral, infralabiais e ventrais são verde-amareladas a verde-claras na metade do corpo; possui uma faixa ventral amarela a branca ao longo das escamas ventrais quilhadas; apresenta uma leve descoloração na escama pré-ocular. A pele entre as escamas é branca com barras pretas e brancas convergentes anteriormente, sendo o branco substituído por marrom-avermelhado no corpo posterior. Os olhos são amarelo-dourado com manchas pretas, com uma concentração de manchas pretas nas extremidades anterior e posterior da pupila horizontal e uma leve descoloração ao redor da pupila. A cauda e as escamas subcaudais são verdes.
Em geral, a escamação segue as variações intraespecíficas: escamas ventrais 167-177 quilhadas; subcaudais em machos 141-165 divididas e fêmeas 126-150 divididas; fileiras de escamas dorsais lisas em 13/15/16-15-13/11 fileiras dispostas obliquamente; escama anal dividida. Escamas supralabiais 7-8, com a 5ª supralabial em contato com o olho e a 4ª supralabial dividida. Escama loreal ausente; infralabiais 8-10; pré-suboculares 1-2; pré-oculares 1 (esquerda e direita); pós-oculares 2; sub-oculares ausentes; temporais 1+2 ou 2+2 ou 2+3.

## Distribuição geográfica
Esta espécie é endêmica do estado de Karnataka, onde está distribuída desde Coorg até a cadeia Agumbe-Kodachadri. Pode ser simpátrica com A. malabarica em Coorg, mas é amplamente separada dessa espécie por rios. Próximo ao limite norte de sua distribuição, é limitada por A. borealis, provavelmente separada pela bacia do rio Sharavati [en].

## Habitat
A espécie é encontrada em florestas tropicais de média altitude nos Gates Ocidentais Centrais, entre 500 e 850 m acima do nível do mar.